# Henryk Kasperczak
Henryk Wojciech Kasperczak (ur. 10 lipca 1946 w Zabrzu) – polski piłkarz występujący na pozycji obrońcy lub pomocnika, reprezentant Polski w latach 1973–1978, trener piłkarski.
Reprezentował barwy Stali Zabrze, Stali Mielec (dwukrotny mistrz Polski), rezerw Legii Warszawa oraz FC Metz. Członek Klubu Wybitnego Reprezentanta. Z reprezentacją Polski dwukrotnie uczestniczył w mistrzostwach świata (1974 – 3. miejsce, 1978) oraz na igrzyskach olimpijskich 1976 w Montrealu – srebrny medal.
Jako trener największe sukcesy odnosił z afrykańskimi reprezentacjami, biorącymi udział w Pucharze Narodów Afryki.W 1979 roku został trenerem francuskiego FC Metz, z którym w sezonie 1983/1984 zdobył Puchar Francji. Następnie w latach 1984–1987 trenował AS Saint-Étienne, a w latach 1987–1988 był szkoleniowcem RC Strasbourg, w latach 1989–1990 Racing Club de France (Trener roku 1990 we Francji według France Football), w latach 1990–1992 trenował HSC Montpellier (ćwierćfinał Pucharu Zdobywców Pucharów 1990/1991), a w 1993 roku Lille OSC. Trenował także polskie zespoły: dwukrotnie Wisłę Kraków (dwukrotny mistrz Polski, dwukrotny zdobywca Pucharu Polski) oraz Górnika Zabrze. Wielokrotnie wymieniany wśród kandydatów na selekcjonera reprezentacji Polski.
Jest pierwszym i jak dotąd jednym z trzech (oprócz Pawła Janasa i Adama Nawałki) Polaków biorących udział w mistrzostwach świata w roli zawodnika i trenera, jednak jako jedyny z tej trójki nie był selekcjonerem reprezentacji Polski. Na mistrzostwach świata 1998 we Francji prowadził reprezentację Tunezji.

## Wczesne życie
Henryk Kasperczak urodził się w Zabrzu jako syn Jadwigi i Jana, którzy poznali się na robotach w Niemczech i po zakończeniu II wojny światowej osiedlili się w Zabrzu. W 1965 roku zdał maturę w Technikum Nr 7 w Zespole Szkół Samochodowych im. Gen. Stefana Roweckiego „Grota” w Gliwicach.

## Kariera piłkarska
Henryk Kasperczak karierę piłkarską rozpoczął w 1959 roku w Stali Zabrze, skąd w 1965 roku trafił do II-ligowej Stali Mielec. W latach 1966–1968 grał w rezerwach Legii Warszawa, skąd wrócił do Stali Mielec, z którym odnosił największe sukcesy w klubowej karierze. Najpierw w sezonie 1968/1969 awansował do II-ligi, a w następnym sezonie awansował do ekstraklasy.
Debiut w ekstraklasie zaliczył 9 sierpnia 1970 roku w wygranym 5:2 meczu u siebie z Wisłą Kraków, w którym także strzelił swoje dwa pierwsze gole w ekstraklasie – w 11. minucie na 1:0 oraz w 37. minucie głową na 2:2. Od tego momentu Stal Mielec stała się jedną z najlepszych drużyn na krajowych boiskach. W sezonie 1970/1971 wygrał swoją grupę B w Pucharze Intertoto, a w sezonie 1972/1973 Stal Mielec pod wodzą węgierskiego trenera Károly’ego Konthy mająca w składzie oprócz Kasperczaka takich zawodników jak m.in.: Jan Domarski, Włodzimierz Gąsior, Witold Karaś, Zygmunt Kukla, Grzegorz Lato, Stanisław Majcher po raz pierwszy w historii zdobyła mistrzostwo Polski, dzięki czemu zadebiutowała w europejskich pucharach w Pucharze Europy 1973/1974, w którym rywalem w I rundzie był silny jugosłowiański klub Crvena zvezda Belgrad, z którym mielecki klub uległ w dwumeczu 1:3 (1:2, 0:1) i odpadł z rozgrywek.
W sezonie 1973/1974 Stal Mielec rozgrywki ligowe zakończyła na 3. miejscu, a w sezonie 1974/1975 na 2. miejscu. Po objęciu w 1975 roku stanowiska trenera przez Edmunda Zientarę klub w sezonie 1975/1976 zdobył mistrzostwo Polski, dotarł do finału Pucharu Polski 1975/1976, w którym 1 maja 1976 roku na Stadionie Wojska Polskiego w Warszawie uległ Śląskowi Wrocław 2:0 oraz do ćwierćfinału Pucharu UEFA 1975/1976, w którym uległ w dwumeczu niemieckiemu Hamburgerowi SV 1:2 (1:1, 0:1). Henryk Kasperczak w 1976 w roku został wyróżniony nagrodami: Piłkarz Roku w plebiscycie „Piłki Nożnej”, Piłkarz Roku w plebiscycie „Sport” oraz Sportowiec Roku województwa rzeszowskiego, krośnieńskiego, przemyskiego i tarnobrzeskiego w plebiscycie dziennika „Nowiny”.
W I rundzie Pucharu Europy 1976/1977 rywalem Stali Mielec był utytułowany klub hiszpański Real Madryt, z którym Stal Mielec przegrała dwumecz 1:3 (1:2, 0:1) i odpadła z rozgrywek. W sezonie 1977/1978 zdobyła Trofeo Colombino, a w rozgrywkach ligowych 1977/1978 zajęła 8. miejsce. Ostatni mecz w ekstraklasie Kasperczak rozegrał 2 maja 1978 roku w przegranym 0:1 meczu u siebie z Górnikiem Zabrze.
Następnie wyjechał do Francji, gdzie grał w FC Metz, w którym zadebiutował 19 lipca 1978 roku w wygranym 2:1 meczu ligowym z Olympique Marsylia, a pierwszą bramkę w Première Division strzelił dnia 25 sierpnia 1978 roku w zremisowanym 1:1 meczu z AS Nancy. Ostatni mecz w Première Division rozegrał 24 listopada 1979 roku, kiedy to FC Metz bezbramkowo zremisował ze Stade Brestois 29, a Kasperczak w 63. minucie zastąpił na boisku Christiana Synaeghela. Potem zastąpił Marca Rastolla na stanowisku trenera drużyny, czym samym w wieku 33 lat zakończył piłkarską karierę. Łącznie w ekstraklasie polskiej rozegrał 209 meczów, w których strzelił 37 goli, a w Première Division rozegrał 55 meczów, w których strzelił 11 goli.
W 2019 wyróżniony zaliczeniem do jedenastki stulecia PZPN (na pozycji prawego pomocnika).

## Kariera reprezentacyjna
Henryk Kasperczak w latach 1973–1978 w reprezentacji Polski rozegrał 61 meczów, w których strzelił 5 goli. Debiut zaliczył za kadencji selekcjonera Kazimierza Górskiego 20 marca 1973 roku na Stadionie Miejskim w Łodzi w meczu towarzyskim z reprezentacją Stanów Zjednoczonych, w którym w 55. minucie meczu strzelił również na 3:0 swoją pierwszą bramkę w reprezentacji Polski, a mecz zakończył się zwycięstwem Biało-czerwonych 4:0.

### Mundial 1974

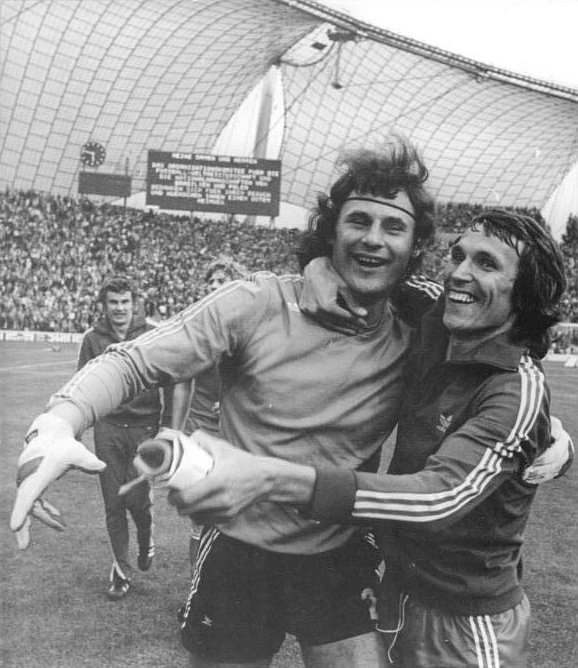
Henryk Kasperczak (po prawej) i Jan Tomaszewski po meczu z reprezentacją Brazylii na mistrzostwach świata 1974

17 października 1973 roku reprezentacja Polski po remisie 1:1 z reprezentacją Anglii na stadionie Wembley w Londynie po 36 latach awansowała na mistrzostwa świata. Na mistrzostwach świata 1974 w RFN, na których reprezentacja Polski zajęła 3. miejsce, Henryk Kasperczak był podstawowym zawodnikiem drużyny prowadzonej przez Kazimierza Górskiego i rozegrał wszystkie 7 meczów, a dnia 23 czerwca 1974 roku na Neckarstadion w Stuttgarcie rozegrał jeden z najlepszych w swojej karierze. Otóż wtedy reprezentacja Polski rozgrywała ostatni mecz Grupy D z faworyzowaną reprezentacją Włoch, w 44. minucie meczu Kasperczak podał piłkę do Kazimierza Deyny, który dalekim strzałem pokonał bramkarza rywali – Dino Zoffa i Biało-czerwoni podwyższyli prowadzenie na 2:0. Ostatecznie mecz zakończył się wynikiem 2:1 dla reprezentacji Polski, która z kompletem 6 punktów wygrała Grupę D, a reprezentacja Włoch z 3 punktami zajęła 3. miejsce i odpadła z mistrzostw.

### Montreal 1976
Henryk Kasperczak w 1976 roku znalazł się w składzie reprezentacji Polski prowadzonej przez Kazimierza Górskiego na turniej olimpijski 1976 w Montrealu, na których również Kasperczak był podstawowym zawodnikiem. W finale reprezentacja Polski przegrała 3:1 z reprezentacją NRD i ostatecznie zdobyła srebrny medal, co uznano w kraju za porażkę, a trener Kazimierz Górski podał się do dymisji.

### Mundial 1978
Henryk Kasperczak w 1978 roku został powołany przez selekcjonera reprezentacji Polski – Jacka Gmocha na mistrzostwa świata 1978 w Argentynie. Dnia 21 czerwca 1978 roku na Estadio Ciudad de Mendoza w Mendozie reprezentacji Polski z Kasperczakiem w składzie przegrała 1:3 z reprezentacją Brazylii i zajęła 3. miejsce w Grupie B drugiej rundy turnieju i odpadła z turnieju, a Kasperczak po tym meczu ogłosił zakończenie reprezentacyjnej kariery.

## Kariera trenerska
Henryk Kasperczak po zakończeniu kariery piłkarskiej rozpoczął karierę trenerską. W 1979 roku został trenerem francuskiego FC Metz, z którym w sezonie 1983/1984 zdobył Puchar Francji. Następnie w latach 1984–1987 trenował AS Saint-Étienne, a w latach 1987–1988 był szkoleniowcem RC Strasbourg, w latach 1989–1990 Racing Club de France (Trener roku 1990 we Francji według France Football), w latach 1990–1992 trenował HSC Montpellier (ćwierćfinał Pucharu Zdobywców Pucharów 1990/1991), a w 1993 roku Lille OSC.

### Praca w Afryce i Azji
Henryk Kasperczak w latach 1993–1994 był selekcjonerem reprezentacji Wybrzeża Kości Słoniowej, z którą podczas Pucharu Narodów Afryki 1994 w Tunezji zajął 3. miejsce. Po tym turnieju objął stanowisko selekcjonera reprezentacji Tunezji, z którą w Pucharze Narodów Afryki 1996 w Południowej Afryce zdobył wicemistrzostwo turnieju oraz uczestniczył w igrzyskach olimpijskich 1996 w Atlancie, na których reprezentacja Tunezji zajęła ostatnie – 4. miejsce w Grupie A i odpadła z turnieju.
Trenował również Orłów Kartaginy w Pucharze Narodów Afryki 1998, w którym jego drużyna przegrała w ćwierćfinale po rzutach z gospodarzami – reprezentacją Burkina Faso (1:1, k. 7:8) oraz z którą po 20 latach awansował na mistrzostwach świata 1998 we Francji, na których prowadził reprezentację Tunezji w dwóch spotkaniach. Po porażkach z reprezentacją Anglii (0:2) i reprezentacją Kolumbii (0:1) został zdymisjonowany. W ostatnim zremisowanym 1:1 meczu z reprezentacją Rumunii Orłów Kartaginy tymczasowo poprowadził asystent Kasperczaka – Ali Selmi.
Potem przez krótki czas trenował francuską SC Bastię, potem w latach 1999–2000 emiracki Al Wasl Club, w 2000 roku reprezentację Maroka, w latach 2000–2001 chiński Shenyng Sealion oraz w latach 2001–2002 reprezentację Mali, pod jego wodzą podczas Pucharu Narodów Afryki 2002 będąc gospodarzem turnieju zajęła 4. miejsce.

### Wisła Kraków
Henryk Kasperczak 16 marca 2002 roku został trenerem Wisły Kraków, w której na ławce trenerskiej zadebiutował 20 marca 2002 roku w zremisowanym 1:1 meczu z GKS-em Katowice w ramach 20. kolejki rozgrywek ligowych. W sezonie 2001/2002 z klubem sięgnął po wicemistrzostwo i Puchar Polski oraz dotarł do finału Pucharu Ligi, w którym przegrali w dwumeczu 4:2 (3:0, 1:2) w Legią Warszawa.
W sezonie 2002/2003 zdobył z klubem mistrzostwo i Puchar Polski oraz doszedł do 1/8 finału Pucharu UEFA (za co otrzymał nagrodę Trenera Roku 2002 w plebiscycie „Piłki Nożnej”), w której uległ w dwumeczu z włoskim S.S. Lazio 5:4 (3:3, 2:1). W sezonie 2003/2004 obronił z Białą Gwiazdą mistrzostwo Polski. W II rundzie kwalifikacyjnej Ligi Mistrzów 2004/2005 Wisła Kraków trafiła na gruzińskie WIT Georgia Tbilisi, z którym gładko wygrali dwa mecze 8:2 i 3:0 i awansowała do następnej rundy, gdzie jej rywalem był jeden z najlepszych klubów świata – hiszpański Real Madryt, z którym Wisła Kraków przegrała dwa mecze 0:2 i 1:3 i zagrała w I rundzie Pucharu UEFA 2004/2005, gdzie niespodziewanie odpadła w rywalizacji z gruzińskim Dinamo Tbilisi (4:3, 1:2).
Mimo iż Biała Gwiazda prowadziła w tabeli ligowej ze sporą przewagą w rundzie jesiennej sezonie 2004/2005, Kasperczak z powodu nie zaakceptowania nowych zasad współpracy został zdymisjonowany, a jego miejsce zajął Czech Verner Lička.

### Dalsza kariera
Po zakończeniu pracy w Wiśle Kraków Henryk Kasperczak w styczniu 2005 roku dostał propozycję prowadzenia reprezentacji Egiptu, jednak ostatecznie nie dostał posady z powodu kłopotów finansowych Egipskiego Związku Piłki Nożnej oraz zbyt dużych oczekiwań finansowych samego zainteresowanego.
26 czerwca 2006 roku został selekcjonerem reprezentacji Senegalu, z którą awansował do Pucharu Narodów Afryki 2008 w Ghanie, gdzie po remisie 2:2 z reprezentacją Tunezji i porażce 1:3 z reprezentacją Angoli w Grupie D 28 stycznia 2008 roku został zwolniony. W ostatnim zremisowanym 1:1 meczu z reprezentacją RPA reprezentację Senegalu tymczasowo poprowadził asystent Kasperczaka – Lamine N’Diaye.
16 września 2008 roku został trenerem Górnika Zabrze, z którym rozstał się dnia 3 czerwca 2009 roku po spadku zespołu do I ligi w sezonie 2008/2009. 15 marca 2010 roku ponownie został trenerem Wisły Kraków, z którym zdobył w sezonie 2009/2010 zdobył wicemistrzostwo Polski, jednak 6 sierpnia 2010 roku biorąc odpowiedzialność za porażkę Białej Gwiazdy 2:4 (0:1, 2:3) w dwumeczu z azerskim Karabachem Agdam w III rundzie kwalifikacyjnej Ligi Europy 2010/2011 podał się do dymisji.
Henryk Kasperczak w okresie od 17 listopada 2010 roku do 18 marca 2011 roku pełnił funkcję trenera greckiego pierwszoligowego klubu AO Kawala.
Od 30 grudnia 2013 roku został selekcjonerem reprezentacji Mali, z którą awansował do Pucharu Narodów Afryki 2015 w Gwinei Równikowej, gdzie po trzech remisach po 1:1 z reprezentacją Kamerunu, z reprezentacją Wybrzeża Kości Słoniowej i reprezentacją Gwinei odpadł z rozgrywek po losowaniu rzutu monetą, w związku z czym 8 marca 2015 roku podał się do dymisji.
W czerwcu 2015 Kasperczak był wymieniany wśród kandydatów na selekcjonera reprezentacji Wybrzeża Kości Słoniowej. Ostatecznie 13 lipca 2015 roku po raz drugi został selekcjonerem reprezentacji Tunezji, z której to posady został zwolniony 8 kwietnia 2017 roku.

## Statystyki

### Klubowe
| Klub               | Sezon              | Liga               | Liga    | Liga   | Puchar  | Puchar | Europa  | Europa | Łącznie | Łącznie |
| Klub               | Sezon              | Liga               | Występy | Bramki | Występy | Bramki | Występy | Bramki | Występy | Bramki  |
| ------------------ | ------------------ | ------------------ | ------- | ------ | ------- | ------ | ------- | ------ | ------- | ------- |
| Stal Mielec        | 1965/1966          | II liga            |         |        |         |        | –       | –      |         |         |
| Stal Mielec        | Łącznie            | Łącznie            |         |        |         |        | –       | –      |         |         |
| Legia II Warszawa  | 1966/1967          | III liga           |         |        |         |        | –       | –      |         |         |
| Legia II Warszawa  | 1967/1968          | III liga           |         |        |         |        | –       | –      |         |         |
| Legia II Warszawa  | Łącznie            | Łącznie            |         |        |         |        | –       | –      |         |         |
| Stal Mielec        | 1968/1969          | III liga           |         |        |         |        | –       | –      |         |         |
| Stal Mielec        | 1969/1970          | II liga            |         |        |         |        | –       | –      |         |         |
| Stal Mielec        | 1970/1971          | I liga             | 25      | 3      | 0       | 0      | 6       | 0      | 31      | 3       |
| Stal Mielec        | 1971/1972          | I liga             | 26      | 5      | 2       | 0      | 6       | 3      | 34      | 8       |
| Stal Mielec        | 1972/1973          | I liga             | 22      | 6      | 0       | 0      | –       | –      | 22      | 6       |
| Stal Mielec        | 1973/1974          | I liga             | 30      | 8      | 2       | 0      | 2       | 0      | 34      | 8       |
| Stal Mielec        | 1974/1975          | I liga             | 20      | 1      | 3       | 0      | –       | –      | 23      | 1       |
| Stal Mielec        | 1975/1976          | I liga             | 30      | 4      | 4       | 0      | 8       | 0      | 42      | 4       |
| Stal Mielec        | 1976/1977          | I liga             | 30      | 6      | 4       | 0      | 2       | 0      | 36      | 6       |
| Stal Mielec        | 1977/1978          | I liga             | 26      | 4      | 2       | 0      | –       | –      | 28      | 4       |
| Stal Mielec        | Łącznie            | Łącznie            | 209     | 37     | 17      | 0      | 24      | 3      | 248     | 40      |
| Łącznie w karierze | Łącznie w karierze | Łącznie w karierze | 209     | 37     | 7       | 0      | 24      | 3      | 248     | 40      |

### Reprezentacyjne
| Reprezentacja narodowa | Rok     | Występy | Gole |
| ---------------------- | ------- | ------- | ---- |
| Polska                 |         |         |      |
| 1973                   | 15      | 2       |      |
| 1974                   | 11      | 1       |      |
| 1975                   | 9       | 1       |      |
| 1976                   | 7       | 0       |      |
| 1977                   | 11      | 1       |      |
| 1978                   | 8       | 0       |      |
| Łącznie                | Łącznie | 61      | 5    |

### Gole w reprezentacji
| #  | Data       | Miejsce                      | Przeciwnik        | Gol | Wynik | Rozgrywki       |
| -- | ---------- | ---------------------------- | ----------------- | --- | ----- | --------------- |
| 1. | 20.03.1973 | Stadion Miejski, Łódź        | Stany Zjednoczone | 3–0 | 4–0   | Mecz towarzyski |
| 2. | 03.08.1973 | Soldier Field, Chicago       | Stany Zjednoczone | 1–0 | 1–0   | Mecz towarzyski |
| 3. | 09.10.1974 | Stadion im. 22 lipca, Poznań | Finlandia         | 1–0 | 3–0   | Mecz towarzyski |
| 4. | 08.10.1975 | Stadion Miejski, Łódź        | Węgry             | 2–1 | 4–2   | Mecz towarzyski |
| 5. | 10.06.1977 | Stadion Narodowy, Lima       | Peru              | 3–1 | 3–1   | Mecz towarzyski |

## Sukcesy

### Zawodnicze
Stal Mielec
- Mistrzostwo Polski: 1973, 1976
- Wicemistrzostwo Polski: 1975
- 3. miejsce mistrzostw Polski: 1974
- Finał Pucharu Polski: 1976
- Ćwierćfinał Pucharu UEFA: 1976
- Puchar Intertoto: 1971
- Trofeo Colombino: 1978
- Awans do II ligi: 1969
- Awans do ekstraklasy: 1970

Reprezentacyjne
- 3. miejsce mistrzostw świata: 1974
- Wicemistrzostwo olimpijskie: 1976

Indywidualne
- Piłkarz Roku w plebiscycie „Piłki Nożnej”: 1976
- Piłkarz Roku w plebiscycie „Sport”: 1976
- Sportowiec Roku województwa rzeszowskiego, krośnieńskiego, przemyskiego i tarnobrzeskiego w plebiscycie dziennika „Nowiny”: 1976

### Trenerskie
FC Metz
- Puchar Francji: 1984

HSC Montpellier
- Ćwierćfinał Pucharu Zdobywców Pucharów: 1991

Reprezentacja Wybrzeża Kości Słoniowej
- 3. miejsce Pucharu Narodów Afryki: 1994

Reprezentacja Tunezji
- Wicemistrzostwo Pucharu Narodów Afryki: 1996

Reprezentacja Mali
- 4. miejsce w Pucharu Narodów Afryki: 2002

Wisła Kraków
- Mistrzostwo Polski: 2003, 2004
- Wicemistrzostwo Polski: 2002, 2010
- Puchar Polski w piłce nożnej: 2002, 2003
- Finał Pucharu Ligi: 2002
- 1/8 finału Pucharu UEFA: 2003

Indywidualne
- Trener Roku we Francji w plebiscycie „France Football”: 1990
- Trener Roku w plebiscycie „Piłki Nożnej”: 2002

## Odznaczenia i wyróżnienia
- Odznaka „Zasłużony Mistrz Sportu”
- Złoty Medal za Wybitne Osiągnięcia Sportowe
- Srebrny Medal za Wybitne Osiągnięcia Sportowe

## Życie prywatne
Henryk Kasperczak w lipcu 1971 roku zawarł związek małżeński z Małgorzatą Nowak. Ma pięcioro dzieci.